# 李佐之
李佐之（?—?），唐朝官员，江西观察使李兼的孙子。
李佐之号称强直。担任河南县尉，客居潞州，被刘从谏所礼遇，留下不得离去，署为观察府支使，于是娶了刘从谏的从祖妹。刘从谏鄙薄疏族，供给的陪嫁贫乏，李佐之也鄙薄，回送的礼品很少。刘从谏得病，李佐之力劝刘从谏回到东都，刘从谏虽不能听从，但是能感服其言。刘从谏病情加重，王协等害怕李佐之的妻母对刘从谏有所关说，于是辇送其母回到东都。李佐之奴仆告李佐之结交宾客，泄漏军中虚实，刘稹囚禁他。其妻控告李佐之不礼遇她，刘稹于是杀了他。

## 延伸阅读
[在维基数据编辑]
 《新唐書·卷214》，出自《新唐書》